# Mihail Dimitrijevič Balk
Mihail Dimitrijevič Balk (rusko Михаи́л Дми́триевич Балк), ruski general nemškega rodu, * 1764, † 1818.
Bil je eden izmed pomembnejših generalov, ki so se borili med Napoleonovo invazijo na Rusijo; posledično je bil njegov portret dodan v Vojaško galerijo Zimskega dvorca.

## Življenje
Rodil se je v družini zahodnopfalškega plemstva, ki se je v Rusijo preselila v 17. stoletju. 
1. januarja 1776 je vstopil v Kurški pehotni polk; šolanje je končal leta 1783 s činom zastavnika in leta 1790 je bil premeščen v Petersburški dragonski polk.
Leta 1794 je sodeloval v zatrtju poljskega upora in 19. decembra 1796 je bil upokojen s činom majorja. 11. aprila 1802 je bil ponovno sprejet v vojaško službo. 
Boril se je v francoski kampanji leta 1805 in 1807; med slednjo vojno je bil težko ranjen (strel je odbil del lobanje, katero so nadomestili s srebrno ploščico), a je preživel.
22. aprila 1807 je bil povišan v generalmajorja in postal je poveljnik Riškega dragonskega polka. Med veliko patriotsko vojno je bil poveljnik konjeniške brigade. 6. oktobra 1812 je bil ponovno hudo ranjen v glavo, tako da se je iz bolniškega okrevanja vrnil šele leta 1814. 15. septembra 1815 je postal poveljnik 1. konjeniške lovske divizije. Upokojen je bil 23. februarja 1816.